# Sugar Jackson
Jackson Osei Bonsu (Ghana, 3 maart 1981) is een Belgisch voormalig professioneel bokser in het weltergewicht.

## Levensloop
Hij kende zichzelf de naam "Sugar" Jackson toe, een verwijzing naar Sugar Ray Robinson. In 1997 vertrok hij naar zijn vader die toen al in België woonde. Daar kwam hij terecht in Antwerpen, bij de Antwerpse Boksschool. Hij werd er acht jaar opgeleid door Jerry Colman. Onderweg naar het Europese titelgevecht veranderde Sugar Jackson van club wegens financiële redenen. Na acht jaar vertrok Sugar Jackson richting Izegem en werd hij er getraind door Renald De Vulder. 
Sugar Jackson stond bekend om zijn keiharde puncher, dat zijn grootste troef was naast zijn enorm doorzettingsvermogen. Zijn mindere punten waren zijn techniek en verdediging.
Hij veroverde in februari 2005 de IBC-wereldtitel in Sint-Petersburg door een overwinning in de vijfde ronde tegen Krvilapov met een knock-out (KO).
Op 25 februari 2007 veroverde hij de EBU-welterweighttitel in Parijs tegen Nordin Mouchi met een KO in de 8ste ronde. Hij verdedigde later met succes zijn titel in de Lotto Arena te Antwerpen tegen de Italiaan Cristian De Martinis met een KO in de laatste ronde. Op 27 februari 2007 verdedigde hij zijn EBU-titel nogmaals met succes in een rematch tegen Nordin Mouchi door hem KO te slaan in de 3de ronde.
Op 12 januari 2008 verlengde Jackson wederom zijn Europese titel tegen Brice Faradji in de Lotto Arena te Antwerpen. Dit duurde onverwacht de volle 12 ronden lang, niettegenstaande Faradji in de 5de ronde tegen de grond werd geslagen. Jackson verdedigde zijn titel op 3 mei 2008 succesvol voor de vierde keer, dit keer tegen de op dat moment dertigjarige Oekraïner Viktor Plotnikov. De wedstrijd duurde wederom de volle 12 ronden. Jackson werd echter unaniem uitgeroepen tot winnaar (116-113, 116-112 en 116-112). Jackson verloor zijn Europese titel op 14 september 2008, na een nederlaag op punten, tegen zijn Poolse uitdager Rafał Jackiewicz in Polen.
In de maand november 2008 verbleef Jackson gedurende tien dagen in Atlanta. Daar kreeg hij de kans te trainen met enkele grote namen. Jackson werkte in deze korte periode maar liefst 66 sparringrondes af. Na afloop kreeg hij van de lokale boksers de bijnaam "Champ". Op 20 december 2008 kampte Sugar Jackson tegen de Argentijnse ex-wereldkampioen Carlos Baldomir. In een kolkende Lotto Arena versloeg de zevenentwintigjarige Antwerpenaar, met Ghanese roots, de ex-wereldkampioen op punten.
Op 28 april 2009 werd bekend dat Jackson op 11 juli zou boksen tegen de Turk Selçuk Aydın. Zowel de WBC Intercontinentale gordel als de Europese weltertitel (EBU) stonden op het spel. Deze laatste titel werd opgegeven door de Pool Rafał Jackiewicz om zich te kunnen concentreren op de IBF-wereldtitel) De winnaar van dit gevecht was Europees kampioen en mocht later tegen de Amerikaan André Berto voor de wereldtitel boksen. Jackson verloor de final elimination, in de 9de ronde met TKO (technische knock-out), van Aydın.
Sugar Jackson verloor op 19 maart 2010, na anderhalve minuut, met een technische knock-out van de Amerikaan Randall Bailey. Na een eerste korte en vooral snelle combinatie in het aangezicht en tegen de borst wankelde Sugar Jackson en ging hij tegen het canvas. De Belgische Ghanees kroop na acht tellen recht. Niet voor lang echter, want Bailey rook bloed en sloeg onmiddellijk met een flinke linkse Jackson opnieuw tegen de grond.
Tot en met 19 maart 2010 vocht hij 35 wedstrijden, waar hij er 31 van won, 24 door een knock-out. Sugar Jackson verloor 4 van de 35 wedstrijden, waarvan 3 door een knock-out.
Vanaf 2 september 2010 was Sugar Jackson met andere bekende Nederlanders en Vlamingen te zien in het elfde seizoen van de populaire serie Expeditie Robinson dat uitgezonden werd op RTL 5 (Nederland) en 2BE (Vlaanderen).
Op 7 oktober 2010 verscheen op de website van voetbalclub FCV Dender EH een filmpje waarop te zien is hoe Jackson daar een contract probeert te versieren. Achteraf bleek dat een publiciteitsstunt te zijn.
Op 11 november 2010 bokste Sugar Jackson, deel uitmakend van het nieuwe Antwerp Boxing Academy Team - onder management van Renald De Vulder, tegen de Braziliaan André Marcos do Nascimento. Hij won deze kamp in de derde ronde met TKO. De Braziliaan stond nochtans genoteerd als de Nr 1 in Latijns-Amerika. Het Antwerps Boksgala - Gentlemen Edition, bood op deze manier weer plaats voor een winnende Sugar Jackson.
Op 25 december 2010 nam Sugar Jackson het op tegen een andere Braziliaan, Luiz Augusto dos Santos, maar deze kamp werd met een diskwalificatie van de Braziliaan in de tweede ronde afgesloten. De hoek van de Braziliaan gooide de handdoek in de ring, nadat deze al enkele keren tegen het canvas ging. De scheidsrechter van dienst was echter van mening dat de kamp moest gediskwalificeerd worden, omdat hij het gevoel had dat de Braziliaan zich niet tenvolle op de wedstrijd concentreerde.
Een volgende editie van het Antwerps Boksgala werd in allerijl klaargestoomd en werd de "Happy Birthday" edition. Sugar Jackson bokste op vrijdag 4 maart 2011, net een dag nadat hij 30 jaar geworden was. De tegenstander werd pas op woensdag 9 februari pas bekendgemaakt aan de pers, tijdens een persconferentie van de Antwerp Boxing Academy, de thuishaven van Sugar Jackson en zijn manager Renald De Vulder. Dat was de Spanjaard José del Río.
Op 21 september 2012 werd Sugar Jackson Europees kampioen superwelters nadat hij de Fransman Jimmy Colas op punten had verslagen.

## Boksrecords
| 35 gewonnen (25 (T)KO's, 10 beslissingen), 4 Verloren |           |                     |                          |          |        |
| Datum                                                 | Resultaat | Land                | Tegenstander             | Methode  | Rondes |
| 21 september 2012                                     | Winst     | Frankrijk           | Jimmy Colas              | UD       | 10/10  |
| 4 maart 2011                                          | Winst     | Spanje              | José del Río             | UD       | 10/10  |
| 25 december 2010                                      | Winst     | Brazilië            | Luiz Augusto dos Santos  | DQ       | 2/8    |
| 11 november 2010                                      | Winst     | Brazilië            | André Marcos Nascimento  | KO       | 3/10   |
| 19 maart 2010                                         | Verlies   | Verenigde Staten    | Randall Bailey           | TKO      | 1/12   |
| 11 november 2009                                      | Winst     | Luxemburg           | Nascimento Monteiro      | KO       | 2/12   |
| 7 november 2009                                       | Verlies   | Turkije             | Selçuk Aydın             | KO       | 9/12   |
| 20 december 2008                                      | Winst     | Argentinië          | Carlos Baldomir          | Decision | 12/12  |
| 13 oktober 2008                                       | Winst     | Roemenië            | Gheorghe Dănuț           | Decision | 6/6    |
| 14 september 2008                                     | Verlies   | Polen               | Rafał Jackiewicz         | Decision | 12/12  |
| 5 maart 2008                                          | Winst     | Oekraïne            | Viktor Plotnikov         | Decision | 12/12  |
| 12 januari 2008                                       | Winst     | Frankrijk           | Brice Faradji            | Decision | 12/12  |
| 27 oktober 2007                                       | Winst     | Frankrijk           | Nordine Mouchi           | KO       | 3/12   |
| 9 juni 2007                                           | Winst     | Italië              | Cristian De Martinis     | KO       | 12/12  |
| 25 februari 2007                                      | Winst     | Frankrijk           | Nordine Mouchi           | KO       | 8/12   |
| 1 november 2006                                       | Winst     | Roemenië            | Vasile Surcica           | Decision | 8/8    |
| 6 oktober 2006                                        | Winst     | Verenigd Koninkrijk | Kevin Phelan             | TKO      | 4/6    |
| 11 februari 2006                                      | Winst     | België              | Zaid Bediouri            | TKO      | 1/6    |
| 1 november 2005                                       | Winst     | Nederland           | Abder Bchiri             | TKO      | 6/8    |
| 11 juni 2005                                          | Winst     | Hongarije           | János Petrovics          | TKO      | 4/12   |
| 11 februari 2005                                      | Winst     | Rusland             | Mikhail Krivolapov       | KO       | 5/12   |
| 1 november 2004                                       | Winst     | Frankrijk           | Fabrice Colombel         | KO       | 8/10   |
| 5 juni 2004                                           | Winst     | Rusland             | Maksim Nesterenko        | TKO      | 8/10   |
| 24 januari 2004                                       | Winst     | Nederland           | Regillo Aaron            | KO       | 1/8    |
| 25 december 2003                                      | Winst     | Frankrijk           | Fabrice Colombel         | TKO      | 10/10  |
| 1 november 2003                                       | Winst     | Frankrijk           | David Sarraille          | TKO      | 2/10   |
| 7 juni 2003                                           | Winst     | Kameroen            | Hamza Issa               | TKO      | 2/6    |
| 10 mei 2003                                           | Winst     | Polen               | Adam Zadworny            | TKO      | 3/6    |
| 21 april 2003                                         | Winst     | Frankrijk           | Jean Gomis II            | KO       | 2/6    |
| 14 maart 2003                                         | Winst     | Luxemburg           | Kamel Ikene              | KO       | 2/6    |
| 15 februari 2003                                      | Winst     | Tunesië             | Riadh Rekhis             | KO       | 1/6    |
| 25 december 2002                                      | Verlies   | Frankrijk           | Abdel Mehidi             | TKO      | 10/10  |
| 22 november 2002                                      | Winst     | Luxemburg           | Calvin Silatcha          | Decision | 6/6    |
| 1 november 2002                                       | Winst     | Frankrijk           | Kwassi Acclombesi        | TKO      | 3/6    |
| 20 mei 2002                                           | Winst     | Nederland           | Yassine El Maachi        | TKO      | 3/6    |
| 2 april 2002                                          | Winst     | Frankrijk           | Belaid Yahiaoui          | Decision | 8/8    |
| 25 december 2001                                      | Winst     | Egypte              | Ahmed Aoud               | TKO      | 2/6    |
| 1 november 2001                                       | Winst     | Frankrijk           | Laurent Roussel          | TKO      | 3/6    |
| 27 oktober 2001                                       | Winst     | België              | Dominique Van der Steene | KO       | 1/6    |